# Сан Джовани ин Мариняно
Сан Джова̀ни ин Мариня̀но (на италиански: San Giovanni in Marignano, на местен диалект San Zvàn, Сан Дзъван) е градче и община в северна Италия, провинция Римини, регион Емилия-Романя. Разположено е на 29 m надморска височина. Населението на общината е 9090 души (към 2010 г.).